# Bataille du Lioran
Seconde Guerre mondiale
Batailles
2e campagne de France
- Corse
- Limousin
- Ain et Haut-Jura
- Les Glières
- Ascq
- Division Brehmer
- Mont Mouchet
- Opérations SAS en Bretagne
- Bataille de Normandie
- Guéret
- Brigade Jesser
- Cornil
- 1er Tulle
- 2e Tulle
- Argenton-sur-Creuse
- Oradour-sur-Glane
- 1er Ussel
- Saint-Marcel
- Saffré
- Mont Gargan
- Vercors
- Penguerec
- Lioran
- Égletons
- 2e Ussel
- Débarquement de Provence
- Port-Cros
- La Ciotat
- Toulon
- Martigues
- Marseille
- Nice
- Rennes
- Saint-Malo
- Brest
- Paris
- Mont-de-Marsan
- Montélimar
- Maillé
- Écueillé
- La Saulx
- Meximieux
- Nancy
- Colonne Elster
- Dunkerque
- Arracourt
- Saint-Nazaire
- Lorient
- Metz
- Royan et de la pointe de Grave
- Campagne de Lorraine
- Colmar

Front d'Europe de l'Ouest
Front d'Europe de l'Est
Campagnes d'Afrique, du Moyen-Orient et de Méditerranée
Bataille de l'Atlantique
Guerre du Pacifique
Guerre sino-japonaise
La bataille du Lioran est un combat qui eut lieu du 7 août au 13 août 1944 entre des troupes allemandes venues d'Aurillac et des détachements de la résistance française. L'opération comprend les combats du Pas de Compaing (le 7 août) et les combats du Lioran (le 11, 12 et 13 août 1944).
À la suite des accords du 28 mai 1944 entre l’Organisation polonaise de lutte pour l'indépendance (POWN ou réseau Monika) du « colonel » Daniel Zdrojewski et les Forces françaises de l’intérieur représentées par Jacques Chaban-Delmas, les groupes de combat polonais sont placés sous l’autorité des FFI. Le lieutenant-colonel Janusz Gorecki, ancien responsable des Groupements de travailleurs étrangers (GTE) convertit ses 2 425 soldats ouvriers en groupes de combat FFI qu'il met à la disposition d'Émile Coulaudon (« colonel Gaspard »).
Le 2e Bataillon Lwów (400 hommes) basé à Mauriac est commandé par le capitaine Alfred Theuer (ex GTE 417 de Mauriac). Il est mis à la disposition du capitaine FFI Rougier.
La 4e compagnie du bataillon (185 hommes) commandée par le lieutenant Kierwiak est mise à la disposition du groupement Eynard. Elle participera aux combats du Lioran (avant de s’impliquer ultérieurement avec brio dans les combats de Clermont-Ferrand, Moulins, Lyon, Chalon-sur-Saône et Dijon).

## Bataille
Les hostilités commencent au Pas de Compaing à Thiézac le matin du 7 août 1944. Le groupe Renaud (venu de Fontanges, du Falgoux et de Lascelle) se met en embuscade pour attaquer un détachement de l'armée allemande qui a évacué Aurillac et qui emprunte la RN 122 en direction de Clermont-Ferrand par le Tunnel du Lioran. Vers 7h30, le convoi de 14 camions de la garnison d'Aurillac sort de Thiézac en direction de Saint-Jacques-des-Blats. À 8h, une mitrailleuse FFI ouvre le feu sur le premier camion, les Allemands s'arrêtent et ripostent. À 15h, les Allemands rebroussent chemin et rentrent à Aurillac. Dans ce combat, 3 maquisards ont été tués, et 8 tués et 22 blessés chez les Allemands.
Le jeudi 10 août à minuit, la totalité de la garnison allemande d'Aurillac (400 hommes) évacue la ville pour rejoindre d'autres troupes. Le groupement Renaud prend position aux alentours du Tunnel du Lioran tandis que le groupement Eynard se place au Pont de la Pierre Taillade.
Le 11 août, vers midi, commencent les combats du Lioran. Tirant leçon du 7 août, les forces allemandes envoient des éclaireurs sur les derniers flancs de la vallée de la Cère et les premiers tirs retentissent. Les Allemands progressent lentement, franchissent le Tunnel du Lioran et obligent les maquisards à décrocher. Le groupe rejoint à Fraisse-Haut, à 19 h, le colonel Mortier tandis que la compagnie Olivier sillonne la Forêt du Lioran où s'aventurent les Allemands. 
À 0h15, le 12 août, le groupement Eynard fait sauter le Pont de la Pierre Taillade sur commande lorsqu'une avant-garde cycliste ennemie s'y engage. Les Allemands s'arrêtent au village du Lioran. Le matin suivant, la compagnie Olivier se lance dans le combat depuis les hauteurs du Plomb du Cantal. Les Allemands font alors intervenir des avions Junkers 88 qui mitraillent la zone du Lioran, de Vassivière, de Peyre Gary puis des villages de Fraisse-Haut et de Laveissière où de terribles incendies font rage. Dans la nuit, les FFI apprennent que des troupes allemandes de Clermont-Ferrand (colonne Jesser) viennent en renfort. Alors que les Allemands se savent secourus et réparent le Pont, la compagnie Bertrand (du groupement Eynard) décroche, risquant d'être prise entre deux feux, et se replie à Fraisse-Haut et au Lioranval en laissant 6 morts et 2 prisonniers dont le lieutenant Bertrand (Raymond Soulas) qui sera déporté puis libéré par les Américains. 
Le 13, à 16h, les maquisards abandonnent le combat.
Dans la liste des morts de ces combats, s'ajoutent à ceux du Pas de Compaing, huit maquisards dont six à la Pierre-Taillade et deux sur le versant de la Cère. Au total, on dénombre 11 morts du côté des FFI et probablement 8 du côté des Allemands dont l'Oberleutnant Streckebach commandant la 15e compagnie du IVe bataillon du 95e régiment de sécurité.

## Commémoration
Il n'y a pas de commémorations propres aux combats, néanmoins des hommages sont rendus lors du 8 mai. Trois monuments commémorent les combats :
- au Pas de Compains : une croix et une stèle en souvenirs des 5 maquisards tués le 7 août (André Rouchon, Fernand Schuster et Jean Fauthoux) et le 13 août (Laroussinie René et Savary Marcel)
- à la Pierre-Taillade : une stèle en souvenirs des 6 maquisard tués le 13 août (Bonnat Hugues, Escalon Jules, Gouny Roger, Lelong Maurice, Morvan Robert et Valade René)
- au village du Lioran : une plaque en souvenirs de l'ensemble des combats